# Relações entre Brasil e Indonésia
As relações entre Brasil e Indonésia referem às relações bilaterais entre o Brasil e a Indonésia. Ambos são grandes países tropicais, dotados de ricos recursos naturais e são também os lugares que possuem as maiores florestas tropicais do mundo que contêm a mais rica biodiversidade do mundo, o que lhes confere um papel vital nas questões ambientais do mundo, tais como garantias de proteção das florestas tropicais. Ambos lideram a lista de países megadiversos, sendo o Brasil líder da lista e a Indonésia ficando em segundo lugar.
O Brasil tem expectativas de expandir a cooperação com a Indonésia, já que ainda há um espaço enorme para crescimento em muitas áreas, incluindo a agricultura e de alta tecnologia industrial. Os dois países são membros da Organização Mundial do Comércio, do Foro de Cooperação América Latina - Ásia do Leste e do G20. Ao primeiro trimestre de século XXI, ambas as nações são esperadas para emergir como potências emergentes globais.

## História
As relações diplomáticas foram estabelecidas em 1953. A Indonésia tem embaixada em Brasília e o Brasil tem embaixada em Jacarta. As relações entre ambos foram bastante tensas durante a invasão indonésia de Timor-Leste, de 1975 até a independência deste país, em 1999, já que o Brasil partilha uma solidariedade e sentimentos muito próximos de Timor Leste como ex-colônias portuguesas e partilharem a língua portuguesa.

## Visitas de Estado
O presidente brasileiro Luiz Inácio Lula da Silva visitou a Indonésia no dia 12 de julho de 2008. Esta foi a primeira visita de Lula ao país asiático e a segunda visita de um presidente brasileiro ao país (sendo o primeiro o Fernando Henrique Cardoso, que fez a visita em janeiro de 2001). Subsequentemente, o presidente indonésio Susilo Bambang Yudhoyono fez uma visita ao Brasil no dia 18 de novembro de 2008, a caminho para a APEC Peru 2008. O presidente Yudhoyono visitou o Brasil pela segunda vez no dia 18 de novembro de 2009 e durante esta visita os presidentes de ambos os países assinaram um acordo de parceria estratégica entre o Brasil e a Indonésia. Anteriormente, dos dias 14–16 de outubro de 2009 houve a primeira reunião da Comissão Conjunta Brasil-Indonésia, que conduziu a discussão para discutir o plano de ação sobre a parceria estratégica.

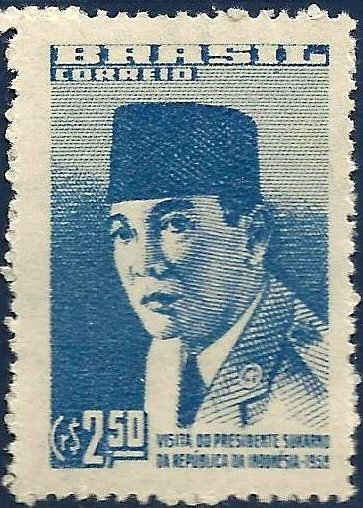
Brazilian stamp of 1959, marking a visit by Sukarno.

## Economia e comércio
Atualmente o Brasil é o maior parceiro econômico da Indonésia na América do Sul. O comércio bilateral aumentou em 185,09%: de $1,14 bilhões em 2006 para $3,25 bilhões em 2010, e espera-se que atinja os $4 bilhões em 2012. A Indonésia exporta principalmente fio, borracha natural, óleo de palma bruto, gorduras vegetais fixos e óleo, cacau, papel, eletrônicos e peças de reposição automotiva e de importações de óleo de soja, cana de açúcar, algodão e ferro do Brasil. O Brasil estava interessado não só no aumento das exportações e do investimento na Indonésia, mas também no aumento das importações de produtos como fertilizantes, têxteis, óleo de palma e realizar mais investimento indonésio, inclusive em projetos de infraestrutura. Eles usavam as rotas marítimas para enviar produtos de um lugar para outro. ITPC São Paulo é um escritório de representação comercial do Ministério do Comércio da Indonésia que tem como missão promover os produtos indonésios no mercado brasileiro, a fim de aumentar as exportações.

## Problemas atuais

### Execução de cidadãos brasileiros
No dia 17 de janeiro de 2015, o Brasil convocou o seu embaixador após a Indonésia ter ignorado seus apelos por clemência e executado o cidadão brasileiro Marco Archer Cardoso Moreira. A presidente brasileira Dilma Rousseff afirmou que a execução iria afetar as relações de ambos os países e o embaixador brasileiro foi chamado de volta para Brasília. O condenado brasileiro era católico e lhe foi recusado o acesso a um sacerdote para seus últimos ritos.
No sábado, dia 21 de fevereiro de 2015, a Indonésia retirou seu embaixador putativo do Brasil depois que o Brasil adiou uma cerimônia de vedação da sua nomeação. Essa disputa diplomática foi resultado da execução indonésia de um cidadão brasileiro por causa de tráfico de drogas no mês anterior. A presidente Dilma Rousseff disse: "Achamos que é importante que exista uma evolução na situação para que possamos ter a clareza sobre o estado das relações entre a Indonésia e o Brasil". O Ministério dos Negócios Estrangeiros indonésio respondeu: "A maneira pela qual o ministro das Relações Exteriores do Brasil, de repente, nos informou sobre o adiamento -quando o embaixador indigitado já estava no palácio-, é inaceitável para a Indonésia." O Ministério das Relações Exteriores também ressaltou que nenhum país estrangeiro iria interferir nas leis da Indonésia. Esta ação levou a Casa dos Representantes da indonésia a avaliar a cooperação da Indonésia com o Brasil, incluindo avaliação de compras de equipamentos de defesa da Embraer do Brasil e a revisar a proposta de exportações brasileiras para o fornecimento de carne para a Indonésia.
Na quarta-feira, dia 29 de abril de 2015, o governo indonésio executou outro cidadão brasileiro, este tendo esquizofrenia.
Até hoje nenhum dos embaixadores de ambos os países retornaram aos seus postos.